# In-ear monitor

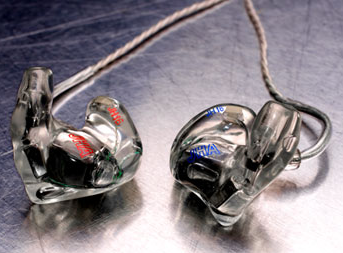
Modello della JH Audio

La tecnologia in-ear monitor consiste in un dispositivo che svolge la stessa funzione di un monitor di palco (cassa spia), ma che viene ascoltata dal musicista tramite cuffia in ear che entra cioè nel condotto uditivo.
Comunemente l'in-ear monitor è composto da una centralina trasmittente e una ricevente che, tramite onde radio, riceve i segnali e li traduce in suono facendo sentire all'artista il missaggio che preferisce.
Tuttavia è possibile utilizzare in-ear monitor anche con normali collegamenti cablati, per esempio per quei musicisti che stanno in postazioni fisse (tastieristi, batteristi...)
La centralina viene collegata dal fonico di palco al mixer tramite un'uscita dalla quale il fonico può controllare i suoni degli strumenti, effetti e/o suoni digitali.